# Protostega eaglefordensis
Protostega
Genre
Espèce
Synonymes
- † Archelon eaglefordensis

Protostega eaglefordensis est une espèce éteinte de tortues marines de la famille des Protostegidae, décrite par Rainer Zangerl en 1953, d'après un squelette partiel fossilisé. Il a été découvert au Texas dans des sédiments du début du Crétacé supérieur (Cénomanien), soit il y a environ entre 100,5 et 93,9 millions d'années.

## Description
Il s'agit d'une grande espèce de Protostegidae, dont les côtes sont recouvertes par des plaques costales vestigiales. Ces plaques sont néanmoins nettement moins régressées que chez les autres espèces proches de la famille. Les membres et les ceintures sont plus primitives que chez aucun autre Protostegidae de grande taille. Le spécimen a été découvert dans la formation des argiles d'Eagle Ford (Eagle Ford Shale), Lake Waco Dam, Comté de Mc Lennan, au Texas.

## Phylogénie
Dans sa première description de l'espèce, Zangerl mentionne les différences existant entre "Protostega" eaglefordensis et les autres membres de grande taille de la famille des Protostegidae et la difficulté de la classer au sein des genres Protostega ou Archelon. Il évoque la possibilité de devoir établir un nouveau genre spécifique pour cette espèce, et propose de la placer, par défaut, au sein du genre Protostega.
Ren Hirayama a depuis établi que l'espèce ne fait pas partie du genre Protostega (faisant du même coup de Protostega un genre monospécifique), sans pouvoir pour autant la classer au sein d'un autre genre connu.